# Usine sucrière de Bacouya
L’ancienne usine sucrière de Bacouya fait partie de la commune de Bourail, classé au titre des monuments historiques le 28 novembre 2000.

## Histoire
La canne à sucre représente une source de richesse non négligeable pour un grand nombre de pays tropicaux. Elle est cultivée par les tribus de la grande terre et des îles avant l’arrivée des Européens. Entre 1865 et 1875, elle connut un véritable essor. Cette culture est ensuite abandonnée au début du XXe siècle en raison notamment de nuées de sauterelles venues d’Australie qui détruisent les cultures et ruinent la production.
La construction de l’usine de Bacouya est décidée le 13 mars 1870 à la suite d'un accord signé entre Cruiskhantk, homme d’affaires britannique, résidant en Nouvelle-Zélande derrière lequel se cache le nom du riche Irlandais John Higginson et monsieur Charrière, alors directeur de l’administration pénitentiaire qui a pour objectif d’inciter les concessionnaire pénaux ou libérés à rester dans la région grâce à l’implantation d’une culture censée apporter de la prospérité au centre agricole. Dès sa fondation, le bâtiment a la réputation de bien résister aux inondations.
Bacouya fait partie des sept usines construites dans la province sud entre 1865 et 1873. Avant son lancement, Cruikshand quitte l'affaire qui est reprise par W. Morgan.
À partir de 1873, l’usine fonctionne avec une capacité de 1500 tonneaux grâce à la main d’œuvre pénale, mais très rapidement elle doit faire face à de nombreux problèmes. Higginson se détourne alors de l’activité sucrière pour se consacrer exclusivement à celle de la mine et l’administration pénitentiaire devient la seule gestionnaire de l’usine. De 1874 à 1877, la récolte chute fortement (de 157 à 25 tonnes). De nombreux concessionnaires se tournent vers la culture du café. En 1878, Higginson négocie avec le gouvernement néo-zélandais et revend l'usine à l'administration pénitentionnaire. La production repart brièvement mais s'avère être de mauvaise qualité. Le sucre de Bacouya a ainsi pu être surnommé la « colle de Bourail ».
En 1880, un journaliste visitant les lieux constate que l'usine est principalement composée de vieille chaudronnerie provenant sans doute d'anciennes usines de La Réunion.
Quelques années plus tard, grâce aux compétences de Saturnin Maillot, originaire de La Réunion, l’usine connaît un véritable essor. Sous la direction de Maillot, la productivité des plantations est démultipliée. Le rhum produit est considéré d'excellente qualité. Mais petit à petit les superficies de canne à sucre exploitées régressent et la production est très variable d’une année à l’autre notamment en raison des ravages causés par les sauterelles et la sécheresse. Dans les années 1890, Saturnin Maillot se retire des affaires de l'usine (et décède en décembre 1901 des suites d’une infection pulmonaire).
Après 1890, l'usine est reprise par un homme d'affaires, Lucien Bernheim (1856-1917), qui produit un rhum de très bonne qualité (rhum de Bacouya). Pourtant, en 1902, malgré une bonne production, l'usine ferme.